# Montese
Montese is een gemeente in de Italiaanse provincie Modena (regio Emilia-Romagna) en telt 3280 inwoners (31-12-2004). De oppervlakte bedraagt 80,7 km², de bevolkingsdichtheid is 40 inwoners per km².

## Demografie
Montese telt ongeveer 1532 huishoudens. Het aantal inwoners steeg in de periode 1991-2001 met 0,4% volgens cijfers uit de tienjaarlijkse volkstellingen van ISTAT.
| Jaar | Inwoneraantal |
| ---- | ------------- |
| 1991 | 3167          |
| 2001 | 3181          |

## Geografie
De gemeente ligt op ongeveer 841 m boven zeeniveau.
Montese grenst aan de volgende gemeenten: Castel d'Aiano (BO), Fanano, Gaggio Montano (BO), Lizzano in Belvedere (BO), Pavullo nel Frignano, Sestola, Zocca.
Bastiglia · Bomporto · Campogalliano · Camposanto · Carpi · Castelfranco Emilia · Castelnuovo Rangone · Castelvetro di Modena · Cavezzo · Concordia sulla Secchia · Fanano · Finale Emilia · Fiorano Modenese · Fiumalbo · Formigine · Frassinoro · Guiglia · Lama Mocogno · Maranello · Marano sul Panaro · Medolla · Mirandola · Modena · Montecreto · Montefiorino · Montese · Nonantola · Novi di Modena · Palagano · Pavullo nel Frignano · Pievepelago · Polinago · Prignano sulla Secchia · Ravarino · Riolunato · San Cesario sul Panaro · San Felice sul Panaro · San Possidonio · San Prospero · Sassuolo · Savignano sul Panaro · Serramazzoni · Sestola · Soliera · Spilamberto · Vignola · Zocca
- Gemeinsame Normdatei: 4461241-2
- Library of Congress Control Number: nr96014670
- Nationale Bibliotheek van Israël: 987007540571105171
- Virtual International Authority File: 136489558

1. ↑  https://demo.istat.it/?l=it.